# Arina Rodiónova
Arina Ivánovna Rodiónova (ruso: Арина Ивановна Родионова; nació el 15 de diciembre de 1989, Tambov) es una jugadora profesional de tenis australiana de origen ruso.
Rodiónova ha ganado 15 títulos individuales y 36 de dobles en el circuito ITF. En febrero de 2024, llegó a su mejor ranking en sencillos el cual fue el número 97 del mundo. El 27 de julio de 2015, alcanzó el puesto número 41 del mundo en el ranking de dobles.
La hermana mayor de Rodiónova, Anastasia es también una jugadora profesional del tenis, y las dos hermanas han disputado de forma intermitente torneos de dobles con un éxito modesto. Su logro más notable en equipo llegó en el Malaysian Open 2010, en el que llegaron a la final antes de perder a Yung-Jan Chan y Jie Zheng en el super tie-break.

## Títulos WTA (1; 0+1)

### Dobles (1)
| Leyenda                   |
| ------------------------- |
| Grand Slam (0)            |
| Juegos Olímpicos (0)      |
| WTA Tou Championships (0) |
| Premier Mandatory (0)     |
| Premier 5 (0)             |
| Premier (0)               |
| International (1)         |

| N.º | Fecha                 | Torneos | Superficie | Pareja        | Oponentes en la final    | Resultado |
| --- | --------------------- | ------- | ---------- | ------------- | ------------------------ | --------- |
| 1.  | 16 de febrero de 2020 | Hua Hin | Dura       | Storm Sanders | Barbara Haas Ellen Perez | 6-3, 6-3  |

#### Finalista (6)
| N.º | Fecha                    | Torneos      | Superficie | Pareja                   | Oponentes en la final               | Resultado           |
| --- | ------------------------ | ------------ | ---------- | ------------------------ | ----------------------------------- | ------------------- |
| 1.  | 28 de febrero de 2010    | Kuala Lumpur | Dura       | Anastasia Rodionova      | Yung-Jan Chan Jie Zheng             | 7-6(4), 2-6, [7-10] |
| 2.  | 14 de septiembre de 2014 | Hong Kong    | Dura       | Patricia Mayr-Achleitner | Karolína Plíšková Kristýna Plíšková | 2-6, 6-2, [10-12]   |
| 3.  | 8 de marzo de 2015       | Monterrey    | Dura       | Anastasia Rodionova      | Gabriela Dabrowski Alicja Rosolska  | 3-6, 6-2, [3-10]    |
| 4.  | 26 de febrero de 2017    | Budapest     | Dura (i)   | Galina Voskoboeva        | Su-Wei Hsieh Oksana Kalashnikova    | 3-6, 6-4, [4-10]    |
| 5.  | 30 de julio de 2017      | Nanchang     | Dura       | Alla Kudryavtseva        | Jiang Xinyu Tang Qianhui            | 3-6, 2-6            |
| 6.  | 16 de junio de 2019      | Nottingham   | Hierba     | Ellen Perez              | Desirae Krawczyk Giuliana Olmos     | 6-7(5), 5-7         |

## WTA 125s

### Dobles (1)
| N.º | Fecha                  | Torneos | Superficie | Pareja       | Oponentes en la final    | Resultado           |
| --- | ---------------------- | ------- | ---------- | ------------ | ------------------------ | ------------------- |
| 1.  | 2 de noviembre de 2014 | Ningbo  | Dura       | Olga Savchuk | Han Xinyun Zhang Kai-Lin | 4-6, 7-6(2), [10-6] |